# Stazione di Baruccana
Stazione di Baruccana 2012-ben bezárt vasútállomás Olaszországban, Lombardia régióban, Baruccana településen.

## Vasútvonalak
Az állomást az alábbi vasútvonalak érintették:
- Novara-Seregno-vasútvonal

## Kapcsolódó állomások
A vasútállomáshoz az alábbi állomások vannak a legközelebb:
- Stazione di Seveso-Baruccana
- Stazione di Seregno